# 彰化縣埔鹽鄉永樂國民小學
彰化縣埔鹽鄉永樂國民小學，簡稱為永樂國小，是一所位於臺灣彰化縣埔鹽鄉的學校，四面分別與同鄉西湖村、新水村、太平村、天盛村、石碑村、永平村以及福興鄉為鄰，面積4211平方公尺，創校於1957年。

## 學校沿革
學校位於埔鹽鄉永樂村內，於1952年9月1日成立為好修國民學校永樂分班，1953年8月1日改名為好修國民學校永樂分校，1957年8月1日獨立設校，定名為彰化縣永樂國民學校，首任校長巫有序同時到任。1968年8月1日學制變更，改稱為彰化縣永樂國民小學。

## 歷任校長
1. 巫有序（1957年11月~1962年4月）
2. 王財情（1962年4月~1965年10月）
3. 李仁淳（1965年10月~1971年11月）
4. 蔣世澤（1971年11月~1974年8月）
5. 蔡棟樑（1974年8月~1978年9月）
6. 陳吉雄（1978年9月~1983年3月）
7. 陳榮源（1983年3月~1988年8月）
8. 王財情（1988年8月~1991年8月）
9. 施忠（1991年8月~1995年9月）
10. 梁進禮（1995年9月~1998年8月）
11. 宋明泉（1998年8月~2002年8月）
12. 施秋旺（2002年8月~2004年8月）
13. 周碧珠（2004年8月~2010年8月）
14. 陳啟明（2010年8月~2018年1月）
15. 尤良昌（2018年2月~）[5]

## 學校特色
永樂國小位於彰化縣埔鹽鄉永樂村，當地以種植花椰菜並製作花椰菜乾而聞名，學校結合當地農業特色，實施「花椰菜」食農課程，另外，配合108課綱規定，也實施「7個習慣」的校本課程。